# Bondia
Bondia (prononcé ˌbɔnˈdi.ə en catalan) est un quotidien gratuit de langue catalane dont le siège se situe à Andorre-la-Vieille. Il publie du lundi au vendredi et dispose d'une version gratuite sur Internet. 
Le journal possède deux éditions, l'une pour l'Andorre et l'autre pour la ville de Lleida. L'édition pour la ville de Lleida possédait en 2006 un tirage d'environ 15 000 exemplaires.